# Hot Stuff (песня The Rolling Stones)
«Hot Stuff» — песня британской рок-н-ролл группы The Rolling Stones, она была выпущена на их альбоме 1976 года Black and Blue.
«Hot Stuff» была написана Миком Джаггером и Китом Ричардсом, запись песни проходила в марте, октябре и декабре во время сессий для альбома Black and Blue.
На песню оказало большое влияние диско/фанковое звучание того времени. Чарли Уоттс играет тяжёлый барабанный рисунок, ему аккомпанирует Олли Е. Браун на перкуссии, Билл Уаймен добавил фанковую бас партию, приглашённый гитарист Харви Мандел из группы Canned Heat широко использует педаль вау-вау (квакушку). Мандел также исполняет гитарные соло партии на песне, он был одним из гитаристов, которым предполагалось заменить ушедшего из группы Мика Тейлора, но эта позиция была скоро занята Ронни Вудом. Билли Престон играет на пианино на записи и исполняет партию бэк-вокала вместе с Ричардсом и Вудом. На клипе тем не менее Вуд играет все гитарные партии Мандела.
Второй и финальный сингл с альбома Black and Blue (после мирового успеха сингла «Fool to Cry») — «Hot Stuff» не был так успешно принят публикой как её предшественник, сингл добрался лишь до 49-й строчке в чартах США. Но, несмотря на относительный успех сингла, группа продолжила исследовать диско/фанковый звук, который можно услышать на их более поздних альбомах и синглах — их следующий сингл в жанре диско — «Miss You» добрался до второй позиции в США двумя годами позже.